# Огдемер (зупинний пункт)
Огдемер (біл. Агдэмер) — зупинний пункт Берестейського відділення Білоруської залізниці в Дорогичинському районі Берестейської області. Розташований у селі Огдемер; на лінії Лунинець — Жабинка, поміж станцією Трудова і зупинним пунктом Липники.